# 스파이더!
스파이더! (Spider) 혹은 스파이더의 영어여행은 영국 BBC에서 방영된 뮤지컬 애니메이션이다. 어린이를 대상으로한 애니메이션으로 1991년 9월 영국에서 처음으로 방영되었으며, 국내에서는 1996년 투니버스를 통해 방영한 바가 있었다. 제작사는 하이버트 랄프 엔터테인먼트로, 그레이엄 랄프가 제작을 맡았고 리쳐즈 워너가 작곡을 맡았다.

## 내용
개구쟁이 거미 스파이더와 평범한 소년의 이야기가 담겨져 있는 내용이다. 처음에는 소년이 스파이더가 무서워 잘 어울리지는 못했지만, 점차 어울려지면서 친해진다.

## 화별
총 13화로 화 당 5분으로 구성되어있다.
| 화수 | 제목           | 내용 |
| ---- | -------------- | --- |
| 01   | 욕실에 거미    | 친구도 없는 소년이 욕실에 들어가는데 거미가 나타나자 겁을 먹는다.                                                         |
| 02   | 착한 거미      | 소년은 거미를 괴롭히지만 거미는 소년과 어울려지기위해 포기하지 않는다.                                                    |
| 03   | 텐트에서       | 소년은 장난감 놀이를 좋아하지만 거미가 나타나서 겁을 먹는다. 그러나 소년은 맞써 싸운다.                                   |
| 04   | 원숭이의 업적  | 소년과 누나,남동생이 원숭이가 되어 베개 싸움을 즐기는 이야기                                                              |
| 05   | 고슴도치 사냥  | 소년은 누나,남동생과 함께 고슴도치를 사냥하러 가지만 고슴도치는 거미와 친구가 되어 함께 도망친다.                         |
| 06   | 거미의 노래    | 소년은 카드쌓기를 하지만 번번이 쓰러져 버린다. 그러나 거미와 친구가 되어 카드쌓기를 완성한다.                             |
| 07   | 꼬마 아가씨 M  | 초원에 한 뚱뚱한 아가씨 M 양은 과지와 빵을 먹고 있지만, 그걸 못마땅하게 여긴 거미와 곤충친구들이 M양을 초원에서 쫓아낸다. |
| 08   | 개구리의 변신  | 어느 한 아가씨가 개구리와 만나는 이야기.                                                                                  |
| 09   | 햄스터를 쫓다. | 소년이 기르던 햄스터를 고양이가 쫓는 이야기.                                                                              |
| 10   | 팬더가 오다.   | 소년이 팬더인형과 놀아주는 이야기.                                                                                        |
| 11   | 교실 소동      | 학교 첫날. 잘 적응하지 못하는 소년과 거미가 교실에서 일어나는 이야기.                                                     |
| 12   | C-락커스       | 거미와 친구들이 락커가 되어 노래하는 설정.                                                                                |
| 13   | 친한 친구      | 거미와 소년이 친구가 되어 추억을 만드는 이야기.                                                                           |